# Biedroneczka łąkowa
Biedronka łąkowa, biedroneczka łąkowa (Coccinula quatuordecimpustulata) – chrząszcz z rodziny biedronkowatych.

## Opis
Biedronka ta osiąga od 3 do 4 mm długości ciała. Ciało wypukłe, szerokie i owalne. Głowa czarna, najczęściej z dwoma żółtymi plamami położonymi wzdłuż oczu. Przedplecze czarne z przednimi kątami i przednią krawędzią żółtawymi. Pokrywy z siedmioma żółtymi lub lekko różowymi plamami na każdej, z których po 4 położone są wzdłuż szwu, a 3 na krawędzi bocznej. Plamy te mogą zlewać się ze sobą. Podgięcia pokryw od spodu żółto ubarwione z dwiema niewyraźnymi czarnymi plamami. Uda czarne o nasadach goleni brunatno zabarwionych. Episternity zatułowia w tylnej części białawe. Te dwie ostatnie cechy pozwalają na pewne odróżnienie od C. sinuatomarginata.

## Ekologia
Żyje w suchych środowiskach o charakterze muraw, preferując gleby piaszczyste. Spotykana na polach uprawnych, nieużytkach, suchych łąkach, pobrzeżach lasów i sosnowych zagajnikach. Jesienią pojawia się licznie na wrzosowiskach, gdzie zimuje w ściółce i suchych resztkach roślinnych.

## Rozprzestrzenienie
Chrząszcz palearktyczny, występujący od Europy po Japonię. W Europie podawany z Albanii, Austrii, Belgii, Bośni i Hercegowiny, Bułgarii, Białorusi, Chorwacji, Czech, Danii, Estonii, europejskiej Turcji, Finlandii, Francji, Grecji, Hiszpanii, Holandii, Litwy, Liechtensteinu, Luksemburga, Łotwy, Macedonii Północnej, Mołdawii, Niemiec, Norwegii, Polski, Rumunii, Słowacji, Słowenii, Szwajcarii, Szwecji, Ukrainy, Węgier, Wielkiej Brytanii, Włoch oraz Balearów, Korsyki, Sycylii i Sardynii. Występuje na terenie całej Rosji oraz w Azji Mniejszej i Japonii.